# Kingsley Ben-Adir

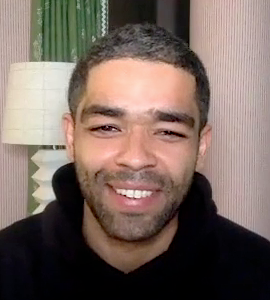
Kingsley Ben-Adir (2021)

Kingsley Ben-Adir (* 1986 oder 1987 in London) ist ein britischer Film- und Theaterschauspieler.

## Leben
Kingsley Ben-Adirs Großeltern mütterlicherseits stammten aus Trinidad und Tobago, sein Vater ist englischer Herkunft. Er wuchs in Kentish Town auf, im Nordwesten Londons.
Nach seinem Besuch der William Ellis School in Gospel Oak und seinem Abschluss an der Guildhall School of Music and Drama im Jahr 2011 übernahm er Engagements im Londoner Theaterviertel.
Über vier Jahre hinweg spielte Ben-Adir in Vera – Ein ganz spezieller Fall den Pathologen Dr. Marcus Summer. Im Weihnachtsfilm Noelle war er neben Anna Kendrick und Bill Hader zu sehen. In One Night in Miami, dem Regiedebüt von Regina King, verkörperte er Malcolm X. In der Miniserie The Comey Rule war Ben-Adir als Barack Obama zu sehen neben Jeff Daniels als James Comey und Brendan Gleeson als Donald Trump.
Im Sommer 2021 wurde Ben-Adir Mitglied der Academy of Motion Picture Arts and Sciences. Im gleichen Jahr wurde Ben-Adir im Rahmen der Filmfestspiele von Cannes mit der Trophée Chopard ausgezeichnet. Es folgten Rollen in der MCU-Serie Secret Invasion und in der Filmkomödie Barbie. Im Jahr 2024 übernahm Ben-Adir die Hauptrolle im Biopic Bob Marley: One Love.

## Filmografie
- 2013: World War Z
- 2013: Agatha Christie’s Marple (Fernsehserie, 1 Folge)
- 2014–2018: Vera – Ein ganz spezieller Fall (Vera, 16 Folgen)
- 2016: Inspector Barnaby (Midsomer Murders) Fernsehserie, Staffel 18, Folge 5: Heilige und Eilige (Saints And Sinners)
- 2016: Das Gesetz der Familie (Trespass Against Us)
- 2017: King Arthur: Legend of the Sword
- 2017: Death in Paradise (Fernsehserie, 1 Folge)
- 2017–19: Peaky Blinders – Gangs of Birmingham (Peaky Blinders, Fernsehserie, 5 Folgen)
- 2018: The Commuter
- 2018: Deep State (Fernsehserie, 4 Folgen)
- 2019: Noelle
- 2019: The OA (Fernsehserie, 6 Folgen)
- 2020: High Fidelity (Fernsehserie, 7 Folgen)
- 2020: One Night in Miami
- 2020: The Comey Rule: Größer als das Amt (The Comey Rule, Fernsehserie, 2 Folgen)
- 2020: Soulmates (Fernsehserie, 1 Folge, 1x01)
- 2023: Secret Invasion (Fernsehserie, 6 Folgen)
- 2023: Barbie
- 2024: Bob Marley: One Love

## Auszeichnungen
Black Reel Award
- 2021: Nominierung als Bester Hauptdarsteller (One Night in Miami)
- 2021: Auszeichnung als Bester Nachwuchsdarsteller (One Night in Miami)[6][7]

British Academy Film Award
- 2021: Nominierung als Bester Nachwuchsdarsteller

Chicago Film Critics Association Award
- 2020: Nominierung als Vielversprechendster Schauspieler (One Night in Miami)[8]

Gotham Award
- 2021: Auszeichnung als Breakthrough Actor (One Night in Miami)[9]

San Francisco International Film Festival
- 2020: Auszeichnung mit dem Special Award in der Kategorie Ensemble Performance (für One Night in Miami, gemeinsam mit Eli Goree, Aldis Hodge und Leslie Odom Jr.)[10]

Satellite Award
- 2020: Nominierung als Bester Nebendarsteller (One Night in Miami)